# Acili Glabrió
Els Acili Glabrió (llatí: Acilii Glabriones, singular Acilius Glabrio) foren una branca de la gens Acília que portà el cognomen Glabrió. Deriva de l'adjectiu llatí glaber 'pelat', 'calb', probablement pel fet que el primer portador era calb.
Els Acili Glabrió eren d'origen plebeu, i apareixen per primera vegada als Fasti consulars de l'any 191, i a partir de llavors el nom apareix més sovint. El darrer dels Glabrions de rang consular va ser Anici Acili Glabrió Faust, cònsol sufecte l'any 438.
Personatges principals foren: 
- Gai Acili Glabrió, tribú de la plebs el 197 aC.
- Mani Acili Glabrió, tribú de la plebs el 201 aC i cònsol el 191 aC.
- Mani Acili Glabrió, cònsol sufecte el 154 aC.
- Marc Acili Glabrió, tribú de la plebs.
- Mani Acili Glabrió, cònsol el 67 aC.
- Mani Acili Glabrió, governador d'Acaia.
- Mani Acili Glabrió, cònsol amb Trajà l'any 91.
- Mani Acili Glabrió, cònsol el 152.